# Batallón 101 de Policía de Reserva
El Batallón 101 de Policía de Reserva (en alemán: Reserve-Polizei-Bataillon 101) fue una formación paramilitar nazi de la fuerza policial uniformada conocida como Ordnungspolizei (Policía del Orden, Orpo), la organización formada por la unificación nazi de las fuerzas policiales civiles en el país en 1936, colocada bajo el liderazgo de la Schutzstaffel (SS) y agrupada en batallones en 1939. Uno de los muchos batallones de la policía del orden nazi alemán, Reserve-Polizei-Bataillon 101 (RPB 101) se formó en Hamburgo y se desplegó en septiembre de 1939 junto con las fuerzas armadas alemanas (Wehrmacht) en la invasión de Polonia.
El RPB 101 custodiaba a los prisioneros de guerra polacos y llevaba a cabo la expulsión de polacos, llamadas "acciones de reasentamiento", en el nuevo Reichsgau de Wartheland alrededor de Poznań y Łódź.  Tras un cambio de personal y un nuevo entrenamiento desde mayo de 1941 hasta junio de 1942, se convirtió en uno de los principales perpetradores del Holocausto en Polonia.  El batallón ganó la atención del público debido a las investigaciones de los historiadores Christopher Browning y Daniel Goldhagen.

## Historia
Entre 1939 y 1945, la Ordnungspolizei mantuvo formaciones de batallón, entrenadas y equipadas por sus principales oficinas de policía en Alemania.   Sus funciones variaban mucho de una unidad a otra y de un año a otro, pero una de sus tareas era la de la represión civil en los países conquistados o colonizados.  Después de la invasión alemana de la Unión Soviética en la Operación Barbarroja de 1941, la Policía del Orden se unió a los Einsatzgruppen de las SS en las masacres de judíos. El primer asesinato en masa de 3.000 judíos por parte de la policía alemana ocurrió en Białystok el 12 de julio de 1941, seguido por la masacre del Domingo Sangriento de 10.000 a 12.000 judíos por parte del Batallón de Reserva de la Policía 133, perpetrada en Stanisławów (ahora Ivano-Frankivsk, Ucrania) el 12 de octubre de 1941 con la ayuda de la Sicherheitspolizei (SiPo) y la policía auxiliar ucraniana.  
Los fusilamientos en la URSS culminaron con la masacre de 33.000 judíos en Babi Yar por parte del Batallón de Reserva de Policía 45.  Los batallones de la Policía del Orden se volvieron indispensables en la implementación de la Solución final después de la Conferencia de Wannsee de 1942.  Detuvieron a decenas de miles de prisioneros de los guetos nazis para deportarlos a campos de exterminio durante la liquidación de los guetos judíos en la Polonia ocupada por Alemania, y participaron en el asesinato de judíos polacos junto con los colaboradores del Holocausto conocidos como Trawnikis. Durante la Operación Reinhard, el Batallón 101 cometió asesinatos en masa contra mujeres, niños y ancianos en lugares que incluían campos y subcampos de trabajos forzados, sobre todo durante la Aktion Erntefest de 1943, la mayor masacre alemana de judíos en la guerra, con 42.000 víctimas fusiladas en los fosos de ejecución sobre los cadáveres de los ya asesinados. 

## Operaciones del Batallón 101

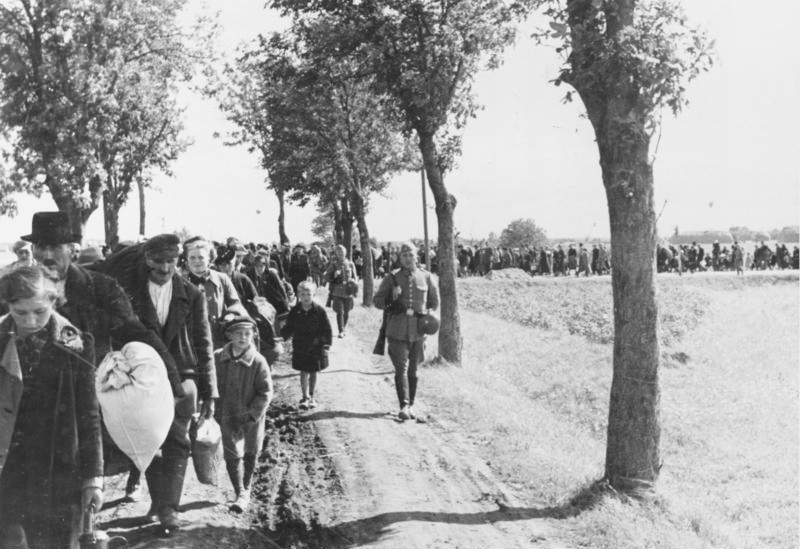
Expulsión de Warthegau. Polacos conducidos a trenes de ganado como parte de la limpieza étnica del oeste de Polonia, utilizando al Batallón 101.

Un total de 17 batallones Orpo fueron desplegados durante la invasión de Polonia en 1939. El Batallón 101 era uno de los tres de la ciudad de Hamburgo. Después de unos meses de servicio activo, el batallón fue transportado desde Kielce, Polonia, de regreso a Alemania el 17 de diciembre de 1939 para experimentar una importante expansión después de Navidad. A los militares se les encomendó la tarea de organizar unidades terrestres adicionales. El batallón, ya ampliado, fue desplegado nuevamente en Polonia en mayo de 1940 y durante los cinco meses siguientes llevó a cabo expulsiones masivas de polacos  para hacer lugar a los Volksdeutsche traídos a Heim ins Reich desde las áreas invadidas por su aliado de Moscú, así como desde la Alemania nazi. 
Las expulsiones de polacos, junto con los secuestros de niños polacos con fines de germanización, fueron gestionadas por dos instituciones alemanas, VoMi y RKFDV bajo el mando de Heinrich Himmler. En los asentamientos ya desalojados de sus habitantes polacos nativos, los nuevos Volksdeutsche de Besarabia, Rumania y los países bálticos fueron colocados bajo la bandera del Lebensraum.  El Batallón 101 "evacuó" a 36.972 polacos en una sola acción, más de la mitad del número previsto de 58.628 en el nuevo distrito alemán de Warthegau (el total era de 630.000 al final de la guerra, con dos tercios de las víctimas asesinadas), pero también cometió asesinatos entre civiles según testimonios de posguerra de al menos uno de sus antiguos miembros. 

Durante el primer período intentamos sacar a todas las personas de las casas, sin importar si eran ancianos, enfermos o niños pequeños. La comisión rápidamente encontró fallas en nuestros procedimientos. Objetaron que nos costaba soportar la carga de ancianos y enfermos. Para ser precisos, inicialmente no nos dieron la orden de fusilarlos en el lugar, sino que se contentaron con dejarnos claro que no se podía hacer nada con esa gente. — Bruno Probst

Durante el siguiente medio año, a partir del 28 de noviembre de 1940, el Batallón de Policía 101 controló el nuevo gueto de Łódź, que llegó a estar abarrotado con 160.000 judíos. El gueto de Łódź fue el segundo gueto judío más grande de la Segunda Guerra Mundial después del gueto de Varsovia, donde los policías del Batallón 61 celebraron fiestas de la victoria los días en que un gran número de prisioneros desesperados eran fusilados en la valla del gueto.  El Batallón 101, comandado por el policía Wilhelm Trapp,  regresó a Hamburgo en mayo de 1941 y nuevamente los militares más experimentados fueron enviados a organizar más unidades. Ellos formaron nuevos batallones, numerados 102, 103 y 104, y los prepararon para el servicio.  El entrenamiento de los nuevos reservistas incluyó tareas de escolta de 3.740 judíos de Hamburgo y Bremen deportados al Este para ser asesinados.  Mientras tanto, en diciembre de 1941 en Chelmno comenzó el asesinato de judíos del gueto de Łódź mediante furgonetas para gaseamientos

### Regreso a Polonia, junio de 1942 – noviembre de 1943

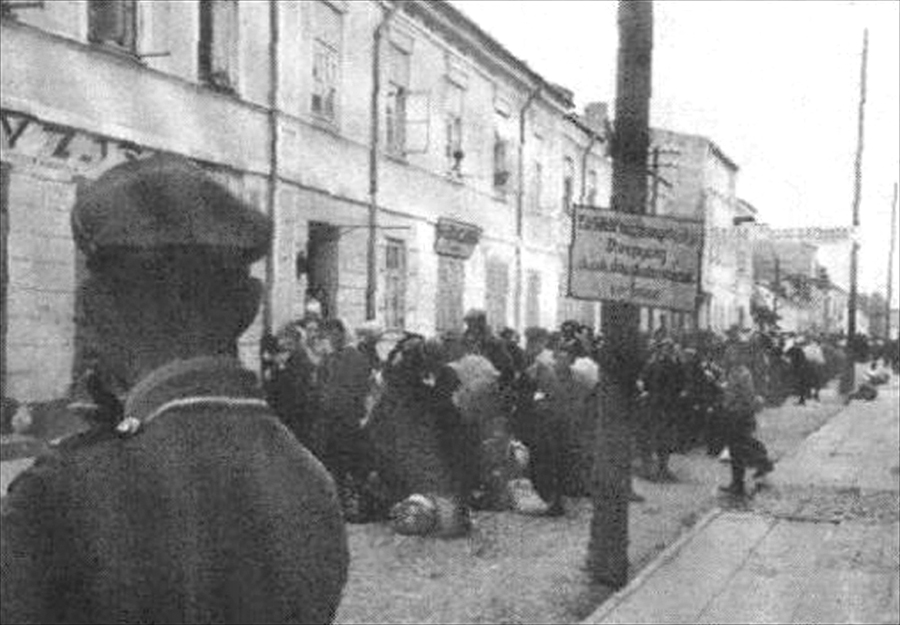
El Batallón de Reserva de la Policía 101 lleva a cabo una "liquidación" en el gueto de Biała Podlaska

El Batallón de Reserva 101, compuesto por 500 hombres de treinta y tantos años, que eran demasiado mayores para el ejército regular, regresó a la Polonia ocupada con tres destacamentos de ametralladoras pesadas en junio de 1942. En ese momento, los dos primeros campos de exterminio de la Operación Reinhard en el Gobierno General -Bełżec y Sobibor- ya estaban gaseando trenes llenos de judíos procedentes de toda Europa.  El más mortífero de ellos, Treblinka, estaba a punto de iniciar operaciones. Globocnik le dio al Batallón 101 la tarea de deportar judíos de toda la región de Lublin. Entre mediados de marzo y mediados de abril de 1942, aproximadamente el 90% de los 40.000 prisioneros del gueto de Lublin fueron cargados por la Policía del Orden y la Schutzpolizei en trenes con destino al campo de exterminio de Bełżec. Otros 11.000-12.000 judíos fueron deportados de los guetos de Izbica, Piaski, Lubartów, Zamość y Kraśnik con la ayuda de uno de los batallones Trawniki de Karl Streibel. 

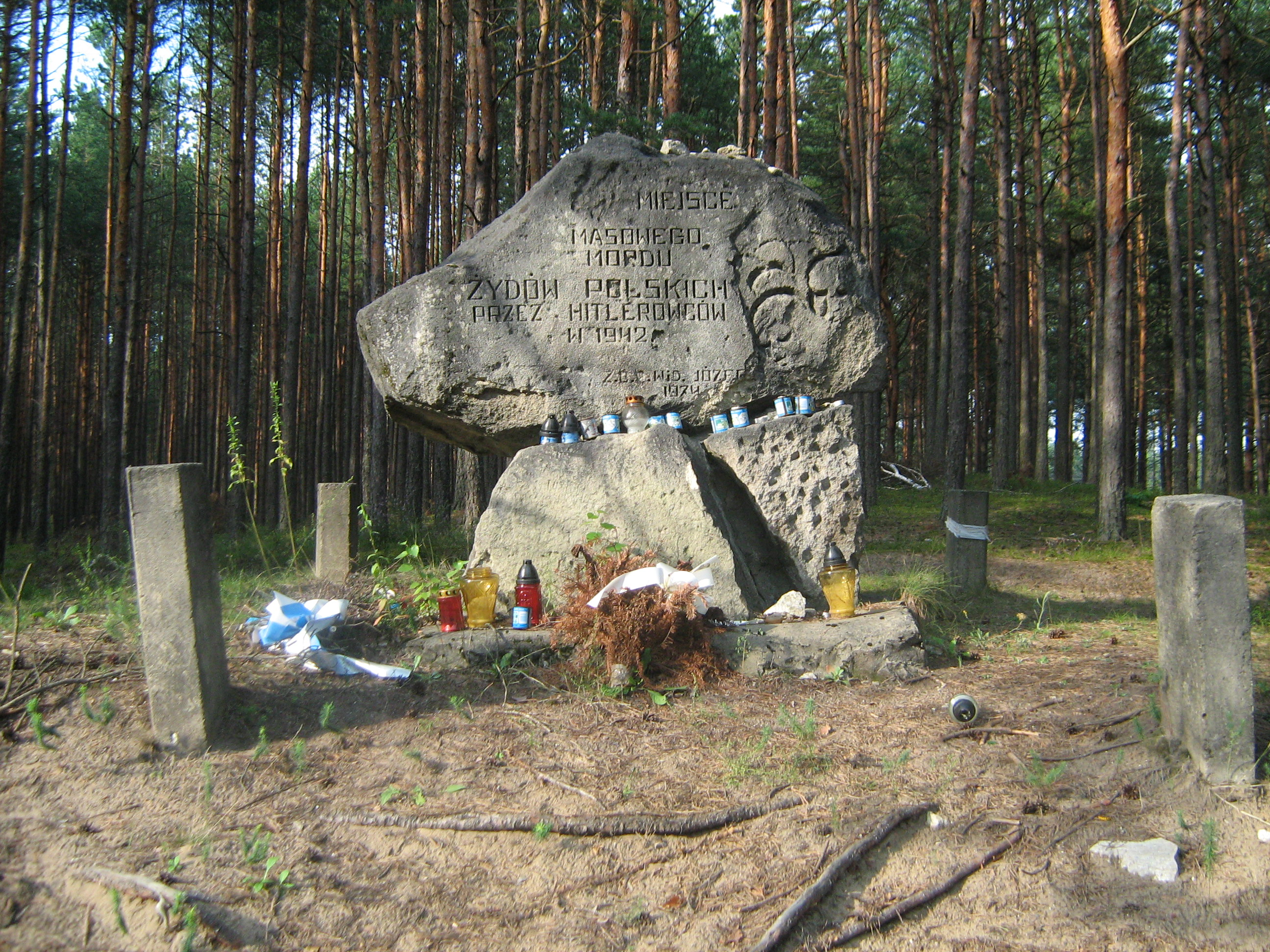
Monumento en el bosque de Winiarczykowa Góra cerca de Józefów, al sureste de Biłgoraj, en memoria de las víctimas judías de la masacre de 1942 cometida por el Batallón de Reserva de Policía 101.

El primer asesinato en masa del que se tiene conocimiento que fue cometido íntegramente por el Batallón de Reserva de la Policía 101 fue el más "desordenado" por falta de entrenamiento: los uniformes goteaban materia cerebral y sangre.  El asesinato de 1.500 judíos del gueto de Józefów, aproximadamente 100 kilómetros al sur de Lublin, en el sureste de Polonia, el 13 de julio de 1942 fue realizado principalmente por los tres pelotones de la segunda compañía. Antes de partir de Biłgoraj, les dieron grandes cantidades de munición adicional. Se consiguió un generoso suministro de alcohol. Doce de los 500 policías optaron por no participar cuando se les permitió salir libremente.  A aquellos que se sintieron incapaces de seguir disparando a quemarropa a los prisioneros que pedían clemencia, se les pidió que esperaran en el mercado donde se cargaban los camiones.  Los aprendices de policía luxemburgueses del RPB 101 escoltaron a jóvenes prisioneros judíos desde Józefów hasta la estación de tren local en Zwierzyniec, seleccionados para trabajos esclavos en el campo de concentración de Majdanek. La acción finalizó luego de diecisiete horas. Los cuerpos de sus víctimas tapizaban el suelo del bosque en la colina Winiarczykowa Góra (a unos 2 kilómetros del pueblo) quedaron sin enterrar. Se llevaron relojes, joyas y dinero.  A las 21 horas el batallón partió hacia Biłgoraj.  Se sabe que sólo una docena de judíos sobrevivieron a la matanza. Dos miembros de la familia Mart, de la minoría alemana residente en Józefów, fueron fusilados posteriormente por la resistencia polaca por colaborar con los alemanes. 
La siguiente acción de liquidación del gueto tuvo lugar menos de un mes después en Łomazy, que carecía de línea ferroviaria.  Los bebés, los ancianos y los enfermos fueron fusilados por el Batallón 101 durante las redadas de la madrugada del 17 de agosto de 1942. Más tarde ese día, los hombres de Trawniki llegaron a la plaza principal, y unos 1.700 prisioneros del gueto fueron llevados a pie al bosque de Hały en las afueras de la ciudad, donde los hombres judíos más fuertes prepararon una trinchera con entrada en un lado.  Los judíos fueron desnudados y fusilados, los asesinatos duraron hasta 7:00 p.m. Los Trawnikis ucranianos se emborracharon tanto que los policías del primer, segundo y tercer pelotón (Teniente Hartwig Gnade) tuvieron que seguir disparando solos en medio metro de agua subterránea y sangre. 

### Más deportaciones
En las semanas siguientes, el Batallón de Policía 101 estuvo activo en localidades con líneas directas a Treblinka, por lo que no se produjeron fusilamientos masivos. El 19 de agosto de 1942, sólo dos días después de Łomazy, fueron deportados de Parczew 3.000 judíos (unos días más tarde, otros 2.000); de Międzyrzec, 11.000 judíos fueron enviados a Treblinka el 25 y 26 de agosto, en medio de disparos y gritos. De Radzyń 6.000 prisioneros, luego de Łuków (7.000), Końskowola (2.000 junto con la masacre en el hospital), Komarówka, Tomaszów; todos los que no podían moverse o intentaron huir fueron fusilados en el lugar. A finales de agosto los transportes de la muerte se suspendieron temporalmente. Después de un breve respiro, los fusilamientos de judíos se reanudaron el 22 de septiembre en Serokomla, luego en Talczyn y en el gueto de Kock cuatro días después, por parte de la segunda compañía. En Izbica, el gueto improvisado llegó a un punto de ruptura cuando Gnade lo llenó con habitantes judíos de Biała Podlaska, Komarówka, Wohyń y Czemierniki. Las deportaciones de octubre y noviembre a Bełżec y Sobibór dieron lugar a una semana de matanzas en masa en el cementerio, que comenzó el 2 de noviembre de 1942. Varios miles de judíos (se estima que unos 4.500)  del gueto de tránsito fueron masacrados en serie por el batallón Sonderdienst de Trawnikis ucranianos bajo control policial y arrojados en fosas comunes excavadas apresuradamente. Todos los hombres bebieron mucho. 
En Międzyrzec, el "registro corporal" de las jóvenes judías fue introducido por Gnade antes de las ejecuciones, denominadas por los alemanes acciones de "limpieza". El primer sargento de Gnade dijo más tarde: "Debo decir que el primer teniente Gnade me dio la impresión de que todo el asunto le proporcionó una gran cantidad de placer".  En la primavera de 1943, la mayoría de las ciudades de la reserva de Lublin eran judenfrei, por lo que el batallón fue encargado de "cacerías de judíos" en los bosques locales profundos, o en los campos de patatas y alrededor de tierras de cultivo distantes. Miles de judíos fueron fusilados a quemarropa. 
La participación del Batallón de Reserva de Policía 101 en la Solución Final culminó con las masacres de la Aktion Erntefest de judíos encarcelados en los campos de concentración de Trawniki, Poniatowa y Majdanek con subcampos en Budzyn, Kraśnik, Puławy, Lipowa y otros proyectos de trabajo esclavo de la Ostindustrie (Osti). Aproximadamente 43.000 judíos fueron asesinados. Fue la mayor masacre de un solo día del Holocausto bajo ocupación alemana directa, cometida el 3 de noviembre de 1943 por orden de Christian Wirth. Los hombres de Trawniki proporcionaron la mano de obra necesaria. 

Al término de las masacres de la «Erntefest», el distrito de Lublin quedó prácticamente libre de judíos. La participación asesina del Batallón de Reserva de Policía 101 en la Solución Final llegó a su fin... Para un batallón de menos de 500 hombres, el recuento final de cadáveres fue de al menos 83.000 judíos.

## Historia de posguerra
Poco después de terminar la guerra, el mayor Wilhelm Trapp fue capturado por las autoridades británicas y enviado al campo de internamiento de Neuengamme. Tras ser interrogado por la Misión Militar Polaca para la Investigación de Crímenes de Guerra en octubre de 1946, fue extraditado a Polonia junto con Drewes, Bumann y Kadler. Trapp fue acusado de crímenes de guerra por el Tribunal de Distrito de Siedlce, condenado a muerte el 6 de julio de 1948 y ejecutado en la horca el 18 de diciembre de 1948 junto con Gustav Drewes. Con el inicio de la Guerra Fría, Alemania Occidental no persiguió a criminales de guerra durante los siguientes veinte años. En 1964 varios hombres fueron arrestados. Por primera vez la fiscalía de Alemania Occidental investigó la implicación de la policía alemana de Hamburgo en masacres en tiempos de guerra. En 1968, después de un juicio de dos años, tres hombres fueron condenados a 8 años de cárcel, uno a 6 años y el otro a 5. Otros seis policías, todos los rangos inferiores, fueron declarados culpables pero no condenados. El resto siguió con su vida cotidiana.

## Resumen de misiones genocidas
La tabla siguiente se basa en gran parte en el veredicto del Tribunal de Distrito de Hamburgo de 1968 y se compara con datos del Museo POLIN de Historia de los Judíos Polacos y otras bases de datos consultables.
| Operaciones del Batallón de Reserva de Policía 101 en la Polonia ocupada |                                   | |                 |
| Lugar                                                                    | Fecha                             | Tipo de operación y participantes                                                                         | Víctimas judías |
| Józefów                                                                  | Julio de 1942                     | Fusilamiento masivo / batallón completo                                                                   | 1.500           |
| Łomazy                                                                   | Agosto de 1942                    | Fusilamiento masivo / segunda compañía, Hiwis                                                             | 1.700           |
| Parczew                                                                  | Agosto de 1942                    | Exterminación, trenes del Holocausto / primera y segunda compañía, Hiwis                                  | 5.000           |
| Gueto Międzyrzec Podlaski                                                | Agosto de 1942                    | Exterminación / primera compañía, tercer pelotón segunda compañía, primer pelotón tercera compañía, Hiwis | 12.000          |
| Radzyń                                                                   | Octubre de 1942                   | Exterminación, trenes del Holocausto /primera compañía, Hiwis                                             | 2.000           |
| Parczew                                                                  | Octubre de 1942                   | Fusilamiento masivo / primera y segunda compañía, Hiwis                                                   | 5.000           |
| Biała Podlaska y its county                                              | Octubre y noviembre de 1942       | Exterminación del gueto Międzyrzec, trenes del Holocausto                                                 | 10.800          |
| Komarówka                                                                | Octubre y noviembre de 1942       | Gueto Międzyrzec                                                                                          | 600             |
| Wohyń                                                                    | Octubre y noviembre de 1942       | Gueto Międzyrzec                                                                                          | 800             |
| Czemierniki                                                              | Octubre y noviembre de 1942       | Gueto Międzyrzec                                                                                          | 1.000           |
| Radzyń                                                                   | Octubre y noviembre de 1942       | Exterminación, trenes del Holocausto                                                                      | 2.000           |
| Gueto Międzyrzec                                                         | Octubre y noviembre de 1942       | Campos de exterminio                                                                                      | 15.200          |
| Gueto Międzyrzec                                                         | Mayo de 1943                      | Campos de exterminio, Majdanek, Treblinka                                                                 | 3.000           |
| Aktion Erntefest                                                         | 3 de noviembre de 1943            | Dos días de fusilamientos masivos / todo el batallón                                                      | 43.000          |
| Total                                                                    | Julio de 1942 – noviembre de 1943 | Batallón 101 en la Polonia ocupada                                                                        | (83.000)        |

## Comandantes
A su regreso a la Polonia ocupada, el 12 de junio de 1942, el Batallón de Reserva de Policía 101 tenía esta estructura de mando
- Primera compañía: Capitán, Hauptsturmführer Julius Wohlauf (hasta octubre de 1942, entonces Capitán Steidtmann)

- Primer pelotón: segundo teniente Boysen
- Segundo pelotón: segundo teniente de reserva Bumann
- Tercer pelotón: Zugwachmeister Junge

- Segunda compañía: Oberleutnant Hartwig Gnade (hasta mayo de 1943, luego teniente Dreyer)

- Primer pelotón: segundo teniente Schürer
- Segundo pelotón: segundo teniente de reserva Kurt Dreyer
- Tercer pelotón: Hauptwachmeister Starke

- 3.ª compañía: Capitán Wolfgang Hoffmann (hasta noviembre de 1942)

- Primer pelotón: Segundo teniente Pauly
- Segundo pelotón: segundo teniente Hachmeister
- Tercer pelotón: Hauptwachmeister Jückmann

## En los medios de comunicación
- El documental  Das radikal Böse de Stefan Ruzowitzky intenta, a partir del relato de Christopher Browning, explorar la motivación psicológica de los miembros del Einsatzgruppe para participar en los asesinatos o, como en algunos pocos casos, negarse a hacerlo.[57]
- Basado en el libro de Christopher Browning, Netflix lanzó en septiembre de 2023 el documental Ganz normale Männer – Der 'vergessene' Holocaust (Hombres comunes y corrientes: El Holocausto “olvidado”), producido para ZDF en 2022.[58]